# Karłówka żółtobrzucha
Karłówka żółtobrzucha (Micropsitta meeki) – gatunek ptaka z podrodziny papug wschodnich (Psittaculinae) w rodzinie rodziny papug wschodnich (Psittaculidae). Papuga ta zamieszkuje Archipelag Bismarcka, według IUCN nie jest zagrożona wyginięciem.

## Zasięg występowania
Karłówka żółtobrzucha występuje na Archipelagu Bismarcka, zamieszkując w zależności od podgatunku:
- M. meeki meeki – Wyspy Admiralicji (Manus, Rambutyo i Lou).
- M. meeki proxima – Wyspy Świętego Macieja (Mussau, Eloaua i Emirau).

## Taksonomia
Gatunek po raz pierwszy opisali w 1914 roku angielski ornitolog Walter Rothschild i niemiecki ornitolog Ernst Hartert na łamach „Bulletin of the British Ornithologists’ Club”. Jako miejsce typowe odłowu holotypu Rothschild i Hartert wskazali wyspę Manus. Holotypem był samiec, schwytany 25 października 1913 roku i znajdujący się w kolekcji Alberta Meeka. Podgatunek proxima po raz pierwszy opisali w 1924 roku również Rothschild i Hartert, jako miejsce odłowu osobnika typowego (samiec z kolekcji Alberta Eichhorna schwytany 30 maja 1923 roku) wskazując Wyspy Świętego Macieja. Wyróżniono dwa podgatunki.

### Etymologia
Nazwa rodzajowa:  μικρος mikros – mały; nowołac. psitta – papuga, od gr. ψιττακη psittakē – papuga. Epitet gatunkowy jest eponimem honorującym Alberta Stewarta Meeka (1871–1943), angielskiego podróżnika, kolekcjonera z Nowej Gwinei, Melanezji i Australii. Epitet proxima: łac. proximus – bardzo blisko, najbliższy, najbardziej podobny, od formy propior, propioris – bliższy, od formy prope – blisko.

## Morfologia
Długość ciała 10 cm; długość skrzydła 58–65 mm, ogona 24–30 mm, dzioba 7–10 mm i skoku 9–11 mm. Upierzenie głowy ciemnoszarobrązowe, z jasnożółtymi krawędziami pokryw usznych i boków gardła, zazwyczaj z żółtym paskiem ocznym. Kark i dolne części ciała żółte ze słabo zaznaczonymi brązowymi krawędziami, dającymi niewyraźny efekt łuskowania. Górne części ciała i skrzydła zielone, z czarnymi plamami na pokrywach I rzędu; lotki I rzędu czarne z zielonymi krawędziami, lotki II rzędu głównie zielone. Pokrywy podskrzydłowe z ciemnymi końcówkami. Ogon w górnej części zielony, szary i żółty na dole. Brak dymorfizmu płciowego. Młode ptaki nieopisane. U podgatunku proxima głowa jest jaśniejsza i bardziej żółtawo-szarawa niż u podgatunku nominatywnego, zaś żółty pasek oczny jest znacznie wyraźniejszy.

## Ekologia
Ekologia słabo poznana. Karłówka żółtobrzucha zamieszkuje pierwotny i zdegradowany las, najwyraźniej częściej występując w tym ostatnim. Występuje do wysokości 700 m n.p.m. Odzywa się krótkimi dźwiękami o wysokich tonacjach, takich jak „tsit”, „tsee”, „zeee” i „zeeeep”. Wokalizuje również krótkimi 2–4 różnymi dźwiękami „see-sit-see-seet”. Papugi te przebywają w małych grupach, żywiąc się porostami i grzybami zbieranymi z pni drzew. Jedno gniazdo karłówki żółtobrzuchej zostało znalezione w nadrzewnej termitierze, zaledwie 25 cm nad ziemią; źródło tej obserwacji jest jednak niejasne. Brak dalszych informacji na temat lęgów.

## Status
W Czerwonej księdze gatunków zagrożonych Międzynarodowej Unii Ochrony Przyrody gatunek został zaliczony do kategorii LC (ang. Least Concern – najmniejszej troski). Globalna wielkość populacji nie jest znana, ale gatunek ten występuje powszechnie na Manus i Lou. Trend liczebności populacji oceniany jest jako spadkowy ze względu na wylesianie w obrębie zasięgu występowania gatunku.